# Dianguirdé
Dianguirdé è un comune rurale del Mali facente parte del circondario di Diéma, nella regione di Kayes.
Il comune è composto da 14 nuclei abitati:
- Acil-Adramé
- Beïdy
- Chicata
- Diama Kounkan
- Dianguirdé
- Foulabougou
- Kaouka
- Kourougué
- Mérela
- Nacoumana
- Sagabara–Moriba
- Sagabara–Sackola
- Silamé
- Torodo